# Le Chevalier masqué
Pour plus de détails, voir Fiche technique et Distribution.
Le Chevalier masqué (Il segno del vendicatore) est un film d'aventure italien sorti en 1962, réalisé par Roberto Mauri.

## Synopsis
Le duc d'Altavilla tue le vieux conte Arvedi, prend possession de son fief et fait arrêter Velia, sa belle-fille. Le jeune fils du défunt, le conte Antonio, décide de se révolter, et déguisé en justicier masqué, il monte les habitants contre l'usurpateur. Après quelques batailles rocambolesques et diverses péripéties, le duc est défait, la jeune Velia est libérée.

## Fiche technique
- Titre français : Le Chevalier masqué
- Titre original italien : Il segno del vendicatore
- Réalisation : Roberto Mauri
- Scénario : Roberto Mauri, Mario Colucci
- Genre : film d'aventure
- Musique : Aldo Piga
- Production : Tiziano Longo pour Buona Vista Italiana Film
- Photographie : Ugo Brunelli
- Format d'image : 1,85:1
- Montage : Mario Arditi
- Durée : 70 minutes
- Décors : Giuseppe Ranieri
- Costumes : Giorgio Desideri
- Maquillage : Italo Fava
- Pays de production :  Italie
- Dates de sortie : 
  - Italie : 1962
  - France : 28 mars 1964[1]

## Distribution
- Gabriele Antonini : Antonio
- Dorothée Blanck : Diomira
- Claudio Undari (sous le pseudo de Robert Hundar) : Duc d'Altavilla
- Alfredo Rizzo : Padre Giovanni
- Graziella Granata : Velia
- Vincenzo Musolino : Fernando
- Luigi Batzella (sous le pseudo de Paolo Solvay) : Messer Nicolò
- Laurence Gallimard
- Franco Jamonte (it) : chef des gardes
- Mauro Mannatrizio : un garde
- Armando Guarneri
- Carla Foscari
- Rios Lata
- Franco Pasquetto
- Susy Cesari
- Franco Sebeni

## Ressemblances
La trame du film est très semblable au film Le Signe de Zorro (1963) de Mario Caiano, lui-même inspiré du film homonyme (Le Signe de Zorro) de 1940 réalisé par Rouben Mamoulian.

## Lieu de tournage
La plus grande partie du film est tournée dans le centre historique et les environs de Gubbio, en particulier dans le Palais des Consuls.